# ボルトマン
ボルトマン（Bolt man）は、屑鉄工房が製造・販売する金属製人形の商品シリーズ。愛知県弥富市の企業「屑鉄工房」が2000年に考案し、ボルトやナットなど、鉄やステンレスなどを材料とする。2007年4月には商標として登録された。
なお、同様のボルト・ナットなどを素材とした金属製人形は、他にも幾つかの作者・グループによって作られている。これらも、製作者、マスコミなど紹介者、もしくは購入者らによって「ボルトマン」と呼称されることがある。これについても本項で触れる。

## 概要
- 元々は不用品として捨てられる筈だったボルトなどのリサイクルとして製作された（現在は新品のボルトも使用している）。人形のポーズや装飾、複数の人形の組み合わせなどは単に微笑ましさや意外性のある人形でなく、アートとして評価する声も多い。「マン」とつくものの男性型に限らず、皿ねじの部分を用いて女性のスカートに見立てるなど、バリエーションは豊富である。通信販売および地元のフリーマーケットや展示会などで販売され、また注文主のリクエストによる一点物の制作にも応じている。
- 溶接によって部品を接合してあるため、ある程度の強度がある。
- 当初は、全高50mm前後の単体の人形として、また台座を利用したペーパーウェイトだったが、後に試験管を持たせた火器であったり、照明や砂時計、ブックエンドなどの商品が次々と発想され、製作・販売されている。また、キクチメガネでもボルトマンの眼鏡ケースや眼鏡スタンドが販売されている。
- NHK総合にて2005年9月から2006年3月まで愛知・岐阜・三重県下で放送された「金鯱の髭」のタイトル画面にも使用された。